# Jaan Tallinn
Jaan Tallinn (né le 14 février 1972) est un programmeur et investisseur estonien devenu milliardaire qui a participé au développement du logiciel Skype, de l'application de partage de fichiers Kazaa et du protocole FastTrack. Jaan Tallin est une personnalité influente sur le sujet des risques existentiels, ayant cofondé le Centre for the Study of Existential risk et le Future of Life Institute. Talliin a investi tôt dans DeepMind et dans diverses autres entreprises d'intelligence artificielle.

## Biographie
Jaan Tallinn est diplômé de l'université de Tartu, en Estonie, avec un BSc en physique théorique et une thèse traitant de voyages interstellaires utilisant des distorsions de l'espace-temps.
Tallinn a cofondé Bluemoon en Estonie avec ses camarades de classe Ahti Heinla et Priit Kasesalu. Le jeu Kosmonaut de Bluemoon est devenu en 1989 le premier jeu estonien à être vendu à l'étranger, rapportant 5000 dollars (en 1993, un remake nommé SkyRoads est fait). Bluemoon fait faillite en 1999, et ses cofondateurs prennent un travail à distance pour l'entreprise suédoise Tele2, pour un salaire de 330 dollars par jour. Le projet « Everyday.com » de Tele2 est un échec commercial. Par la suite, en tant que père au foyer, Tallinn a dévelopé FastTrack et Kazaa pour Niklas Zennström et Janus Friis (qui travaillaient avant à Tele2). La technologie P2P de Kazaa est ensuite réutilisée dans Skype aux alentours de 2003. Tallinn a vendu ses parts de Skype en 2005 quand Skype est rachetée par eBay,.
En 2014, il investit dans le débogage réversible pour le développement de l'application Undo. Il a aussi fait des investissements précoces dans DeepMind, rachetée en 2014 par Google pour environ 650 millions de dollars. Il a aussi investi dans Faculty, une startup britannique axée sur la traque des terroristes, ainsi que dans Pactum, une startup de « négociation autonome » basée en Californie et en Estonie.
Selon des sources liées au Wall Street Journal, Tallinn a prêté 100 millions de dollars à Sam Bankman-Fried, qu'il a ensuite récupérés en 2018.
Il est marié et a des enfants.

## Autres rôles
- Membre du comité des sponsors du Bulletin of the Atomic Scientists.
- Ancien membre du conseil académique consultatif du président estonien[10].
- Cofondateur de la société de recherche médicale personnalisée MetaMed Research[11].

Tallinn est un participant et donateur du mouvement altruisme efficace,. Il a donné plus d'un million de dollars au Machine Intelligence Research Institute depuis 2015, et a fait un don initial d'environ 200 000 dollars en 2012 au Centre for the Study of Existential Risk.

## Prises de position
Tallinn met fortement en avant l'étude des risques existentiels, et a participé à de nombreuses prises de parole sur le sujet. Ses principales préoccupations sont liées à l'intelligence artificielle, les inconnues liées au développement technologiques, et la biologie de synthèse et les nanotechnologies,. Il considère que l'humanité ne dépense pas suffisamment de ressources pour planifier le long-terme et réduire les risques associés dont le risque d'extinction de l'humanité.